# Phare de Punta Sottile
Le phare de Punta Sottile (en italien : Faro di Punta Sottile) est un phare situé sur la pointe ouest de l'île de Favignana (îles Égades) en mer Méditerranée, dans la province de Trapani (Sicile), en Italie.

## Histoire
Le premier phare a été construit en 1860 sur la plus grande des îles Égades, au large de Marsala, et avait la forme d'une tourelle. Il a été géré par le Génie Civil de Palerme .
En 1904, il a été pratiquement reconstruit en tuf de San Vito Lo Capo. À l'intérieur se trouve un escalier en colimaçon formé de 200 marches renforcées en plomb. La Regia Marina a géré le phare à partir de 1912 et en 1935 la tour a subi des travaux afin de réduire sa hauteur.
Le phare est automatisé et il est exploité par le service des phares de la Marina militare. Il possède un Système d'identification automatique pour la navigation maritime.

## Description
Le phare  se compose d'une tour cylindrique en pierre de 38 m de haut, avec galerie et lanterne sur une maison de gardiens d'un étage. Le bâtiment est non peint et le dôme de la lanterne est gris métallisé. Il émet, à une hauteur focale de 43 m, un bref éclat blanc toutes les 8 secondes. Sa portée est de 25 milles nautiques (environ 46 km) pour le feu blanc et 11 milles nautiques pour le feu de réserve.
Identifiant : ARLHS : ITA-145 ; EF-3104 - Amirauté : E1952 - NGA : 10020 .

## Caractéristiques dufeu maritime
Fréquence : 8 secondes (W)
- Lumière : 0,3 seconde
- Obscurité : 7,7 secondes

|                            |
| Îles Égades (localisation) |

|               |
| Punta Sottile |

|          |
| Le phare |